# Isabelle Yacoubou
Isabelle Yacoubou (* 21. April 1986 in Godomey als Cafouni Auxencia Yacoubou) ist eine ehemalige französische Basketballspielerin.

## Laufbahn

### Spielerin
Yacoubou wuchs in Bénin auf. Sie begann ihre sportliche Laufbahn in der Leichtathletik als Kugelstoßerin. Sie nahm an zwei Junioren-Weltmeisterschaften teil, stellte mit 15,15 Metern eine Bestmarke für das afrikanische Land auf und gewann die beninische Meisterschaft in dieser Disziplin. Sie spielte auch Handball und Basketball.
Die 1,90 große Innenspielerin trieb in Bénin Basketball beim Verein Lumière Cotonou, 2003 kam sie nach Frankreich und spielte fortan in Tarbes. Yacoubou nahm die französische Staatsangehörigkeit an, wurde in die Junioren-Auswahl des französischen Basketballverbands berufen und gewann 2006 Bronze bei der Junioren-Europameisterschaft.
Auf Vereinsebene wurde sie 2010 mit Tarbes französische Meisterin, 2009 und 2010 wurde sie als beste Spielerin der französischen Liga ausgezeichnet. In der Saison 2010/11 stand die Innenspielerin bei Familia Schio in Italien unter Vertrag und gewann den Meistertitel sowie den Pokalwettbewerb.
Dass Yacoubou beim Draftverfahren der US-Liga WNBA 2012 von Atlanta Dream ausgewählt wurde, wurde für nichtig erklärt, da die Spielerin zu dem Zeitpunkt bereits das Höchstalter zur Teilnahme überschritten hatte. Sie spielte 2011/12 in Valencia (Spanien), 2012/13 bei Spartak Moskau (Russland), 2013/14 bei Fenerbahce Istanbul (Türkei) und 2014/15 bis Ende Dezember 2014 bei Heilongjiang Chenneng in China. Mit Valencia gewann sie 2012 sowohl den spanischen Meistertitel als auch die EuroLeague.
Von 2015 bis 2018 stand sie erneut in Diensten des italienischen Vereins Schio und gewann weitere drei Meistertitel. In der Saison 2018/19 setzte sie wegen einer Schwangerschaft aus. Zur Saison 2019/20 kehrte Yacoubou in den Leistungsbasketball zurück und spielte fortan für Bourges Basket. Das Spieljahr 2019/20 musste sie aus gesundheitlichen Gründen bereits im November 2019 beenden. Zur Saison 2022/23 kehrte sie nach Tarbes zurück. Vorher wurde sie Anfang Juni 2022 mit Bourges französische Meisterin.
Zwischen 2007 und 2016 bestritt sie 147 Länderspiele für Frankreich: 2009 wurde sie Europameisterin, 2012 errang Yacoubou mit Frankreich Silber bei den Olympischen Spielen. Sie nahm auch 2016 an den Olympischen Spielen teil und war bei dem Turnier, das mit dem vierten Platz endete, französische Spielführerin.
Im Februar 2023 erschien das Buch Géante, in dem Yacoubou ihren Lebenslauf beschreibt. Sie gab Ende Februar 2024 ihren sofortigen Rücktritt als Spielerin bekannt. Zuvor hatte Yacoubou verletzungsbedingt seit rund einem Monat nicht mehr gespielt.

#### Erfolge
- Europameisterin 2009
- Silbermedaille bei den Olympischen Spielen 2012
- Silbermedaille bei den Europameisterschaften 2013, 2015
- Bronzemedaille bei der Europameisterschaft 2011
- EuroLeague-Siegerin 2012
- Französische Meisterin 2010, 2022
- Italienische Meisterin 2011, 2015, 2016, 2018
- Italienische Pokalsiegerin 2011, 2015, 2018
- Spanische Meisterin 2012
- Beste Spielerin der französischen Liga 2009, 2010

### Trainerin
Im Sommer 2024 gehörte Yacoubou als Assistentin zum Trainerstab der weiblichen U16-Nationalmannschaft Frankreichs.